# Tanios El Khoury
Tanios El Khoury (ur. 4 maja 1930 w Saghbin, zm. 20 września 2022) – libański duchowny maronicki, w latach 1996–2005 biskup Sydonu.

## Życiorys
Święcenia kapłańskie przyjął 14 czerwca 1958. 8 czerwca 1996 został mianowany biskupem Sydonu. Sakrę biskupią otrzymał 5 października 1996. 28 grudnia 2005 przeszedł na emeryturę.